# Las Colonias, Michoacán de Ocampo
Las Colonias är en ort i Mexiko.   Den ligger i kommunen Jiménez och delstaten Michoacán de Ocampo, i den centrala delen av landet, 280 km väster om huvudstaden Mexico City. Las Colonias ligger 2 009 meter över havet och antalet invånare är 938.
Terrängen runt Las Colonias är platt åt sydost, men åt nordväst är den kuperad. Runt Las Colonias är det ganska tätbefolkat, med 67 invånare per kvadratkilometer. Närmaste större samhälle är Zacapú, 13,2 km sydväst om Las Colonias. I omgivningarna runt Las Colonias växer huvudsakligen savannskog.